# Лупанарий

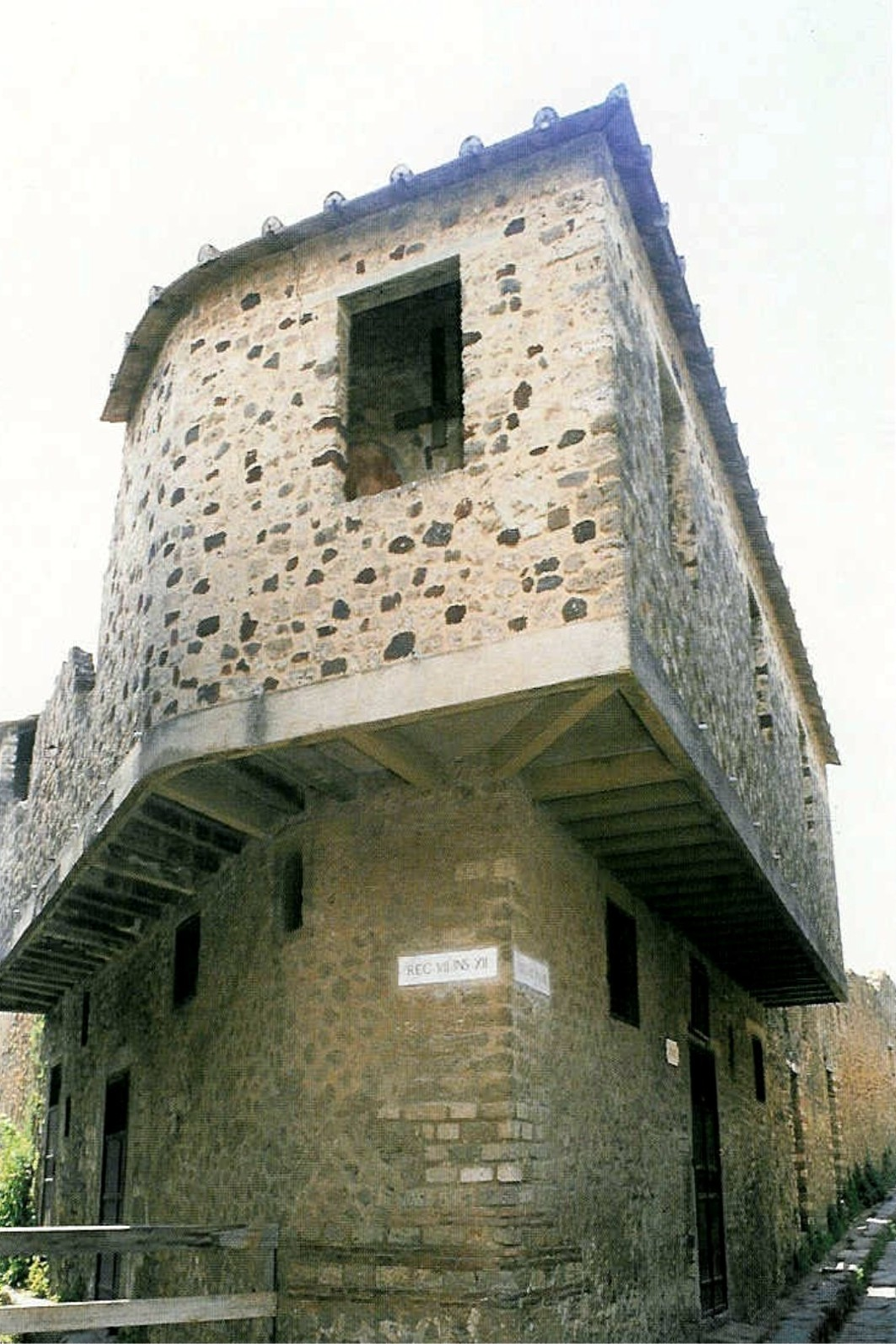
Здание лупанария в Помпеях

Лупана́рий (также лупана́р, лат. lupānar или lupānārium) — публичный дом в Древнем Риме, размещённый в отдельном здании. Название происходит от латинского слова «волчица» (лат. lupa) — так в Риме называли проституток.
О степени распространённости проституции в римских городах можно судить по примеру Помпей, где обнаружено несколько помещений, использовавшихся для проституции, — как отдельные комнаты, обычно над винными лавками, так и один двухэтажный лупанарий с 10 комнатами. Во время первых раскопок в Помпеях, которые начались в середине XVIII в., лупанариев в 20-тысячном городе насчитали 35, поскольку к ним причисляли все помещения с эротическими фресками. Современные оценки дают число в девять заведений в Помпеях.
В Помпеях подобные места не афишировались, но найти лупанарий не представлялось сложным делом даже для заезжих торговцев и моряков. Посетители ориентировались по стрелкам в виде фаллического символа, вырубленным прямо на камнях мостовой. В лупанарий отправлялись после наступления темноты, прикрываясь низко надвинутыми капюшонами. Специальный остроконечный головной убор, называемый «ночной колпак» (лат. cucullus nocturnus), скрывал лицо клиента борделя. Упоминание об этом предмете есть у Ювенала в рассказе о похождении Мессалины.
Обитательницы лупанариев принимали гостей в небольших комнатах, расписанных фресками эротического содержания. Обстановка этих небольших комнат была очень проста: одно узкое каменное ложе длиной около 170 см, которое сверху застилали матрасом. Кровать могла заменять постеленное на полу покрывало. По требованию властей все проститутки носили приподнятые к груди и завязанные сзади красные пояса. Напротив входа располагалось отхожее место — одно на всех. В вестибюле возвышался своеобразный трон, на котором восседала «мадам» — старшая lupa и привратница по совместительству. На верхнем уровне располагался салон и несколько комнат для более состоятельных клиентов, хотя и эти помещения были обставлены скромно, не имели окон и были так темны, что даже днём освещались фонарями, дымными и смрадными. 

## Фрески на стенах лупанария в Помпеях (изСекретного музея)

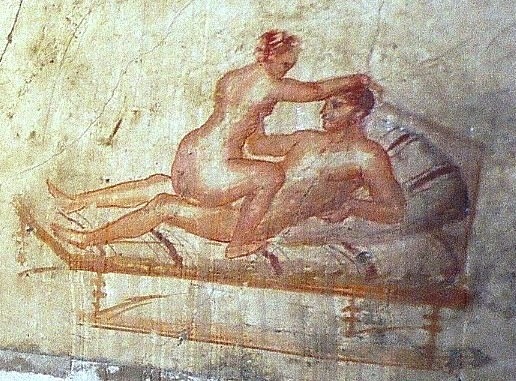
Сексуальная сцена
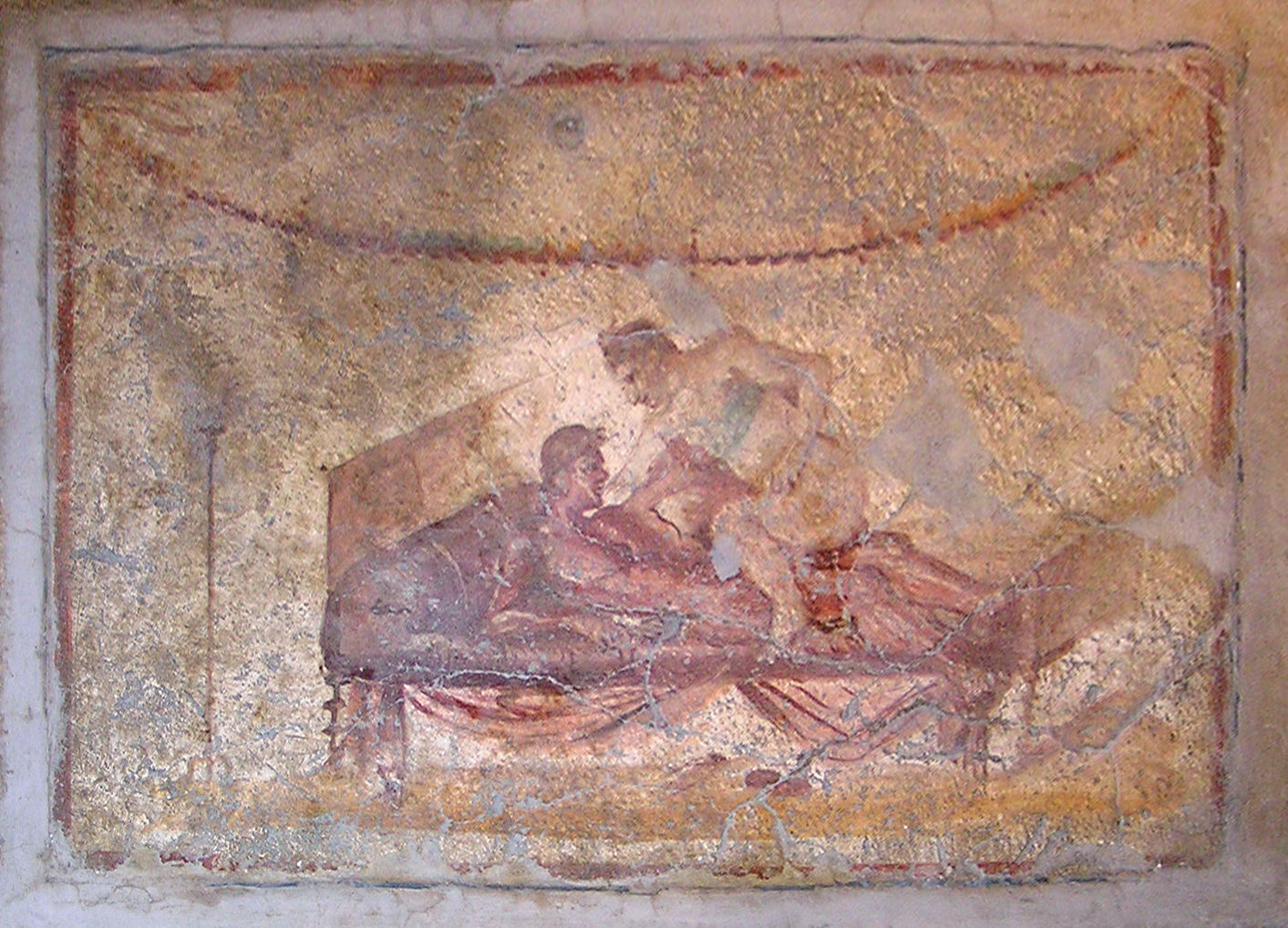
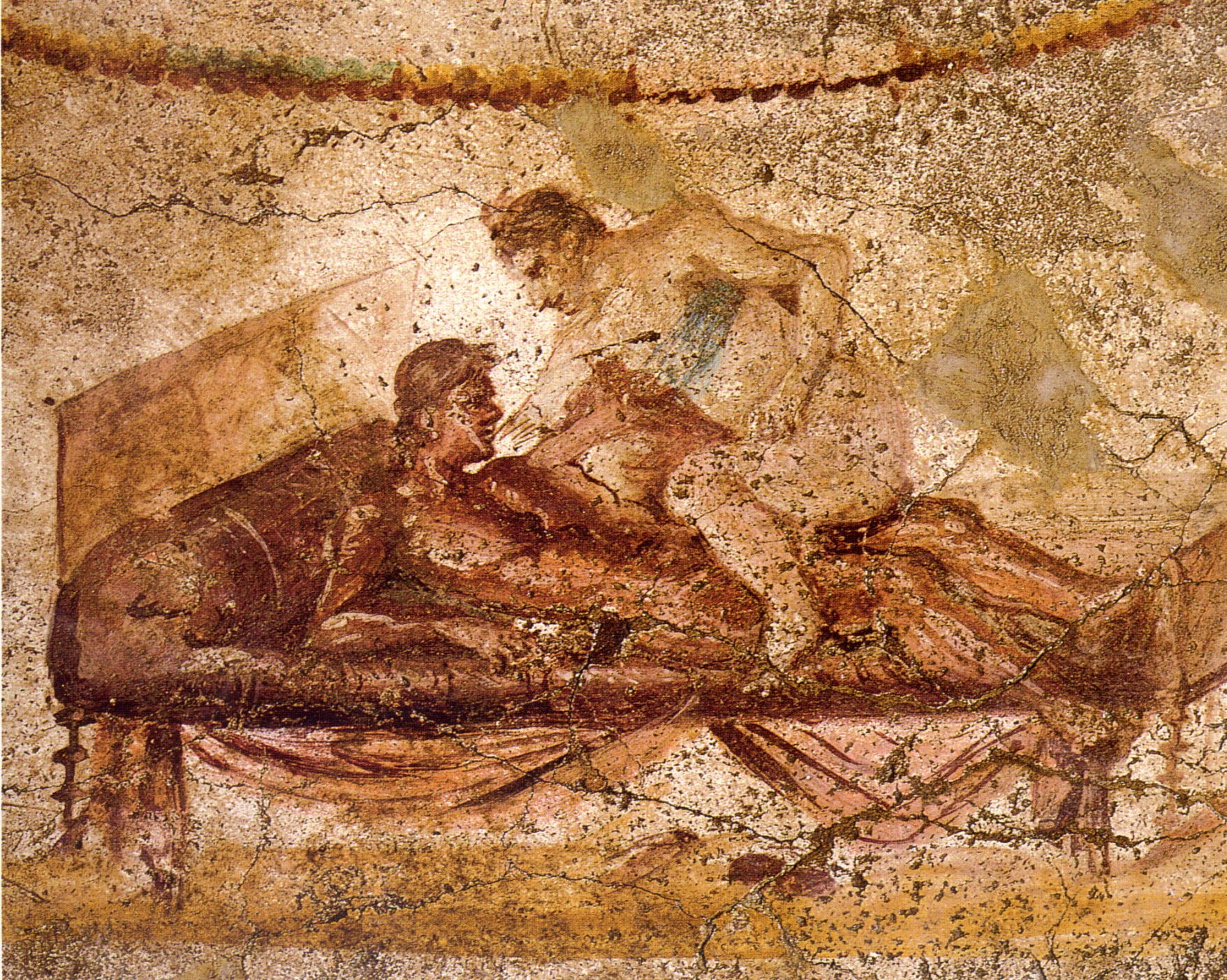
Сексуальная сцена
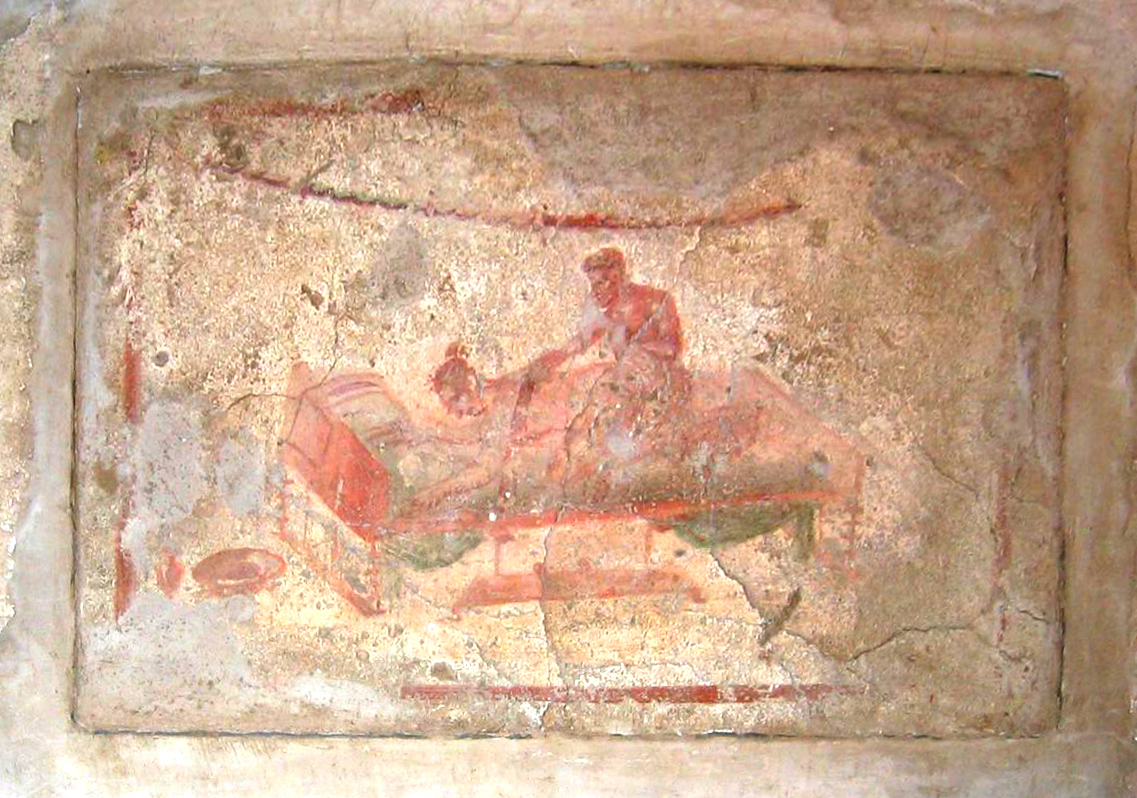
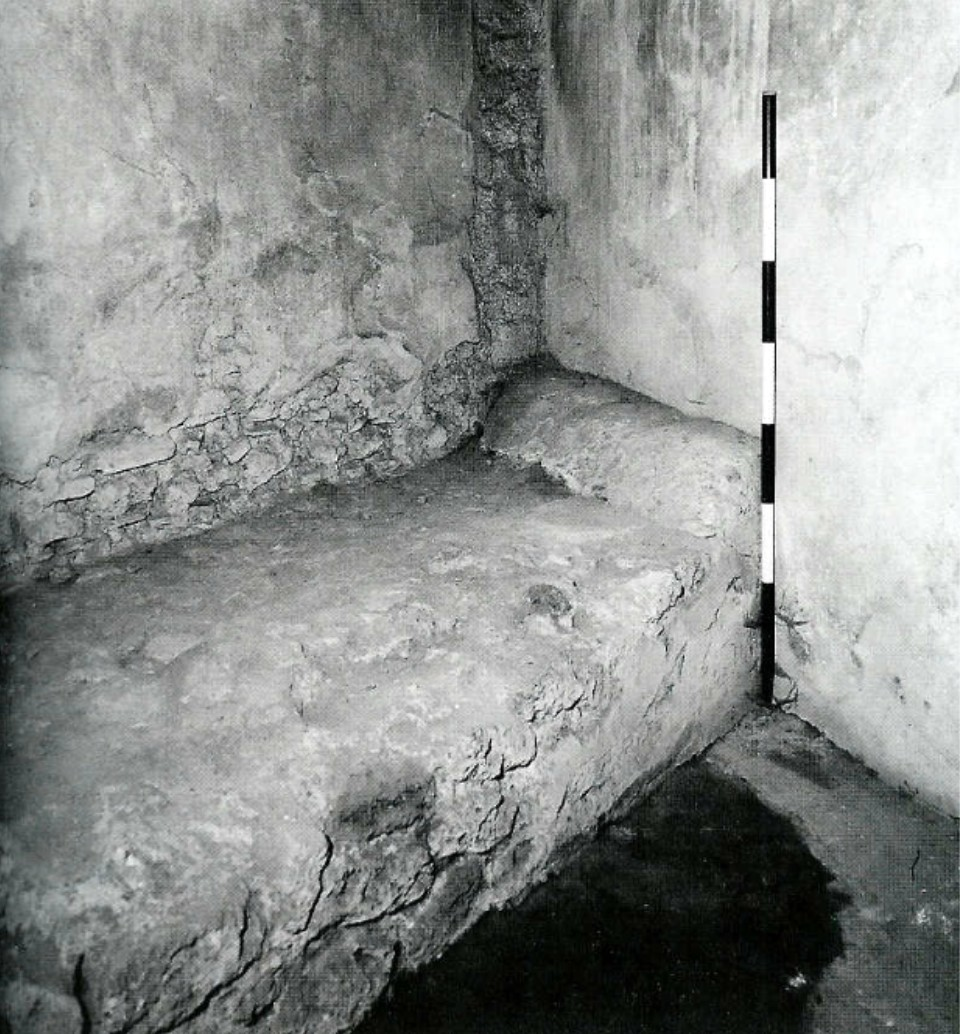
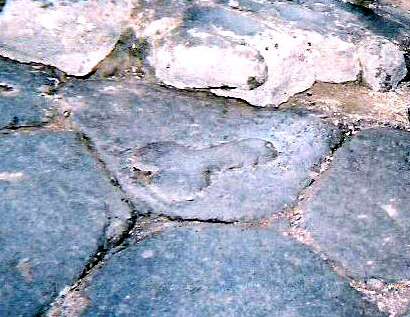
Указатель на тротуаре
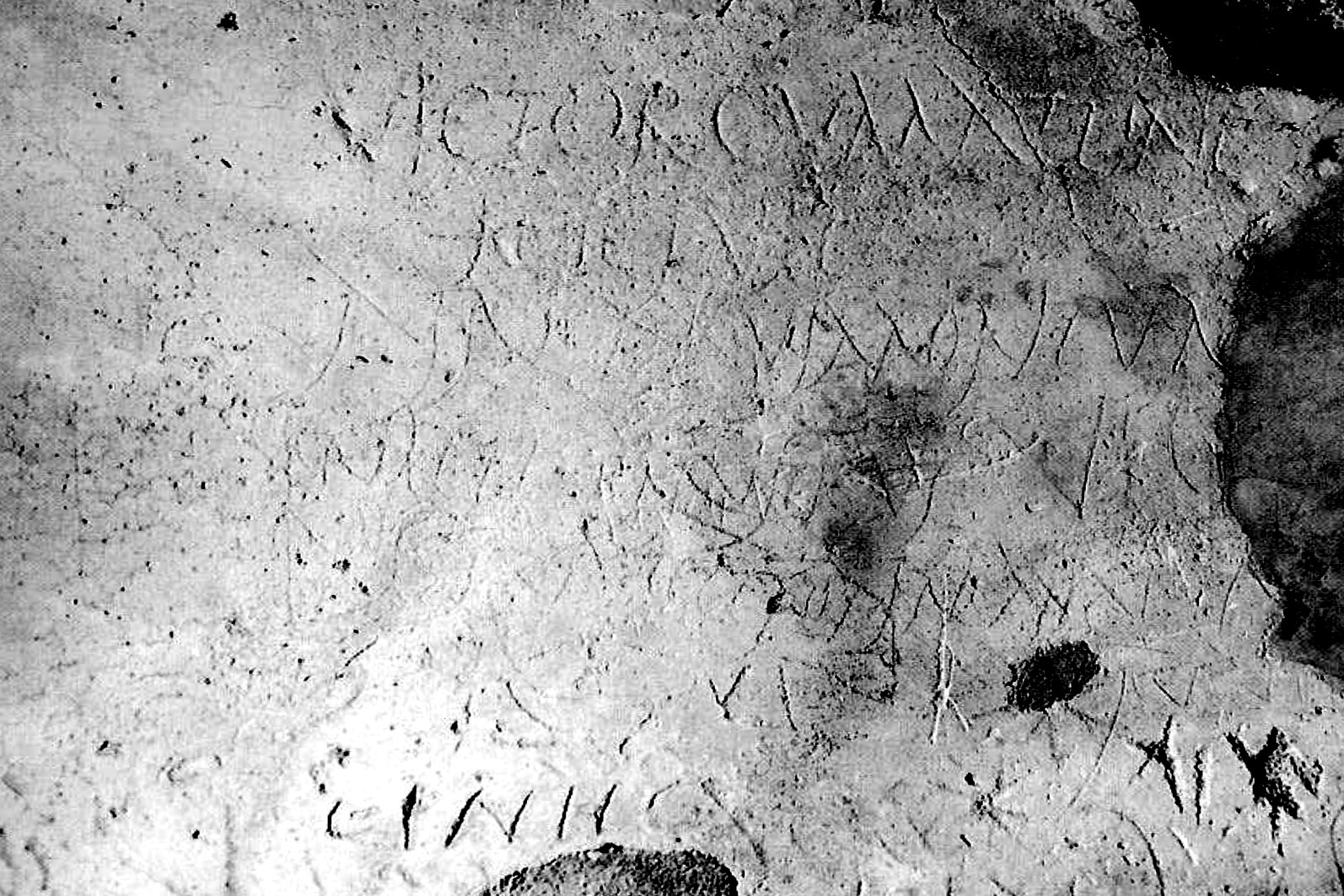
Граффити в лупанарии
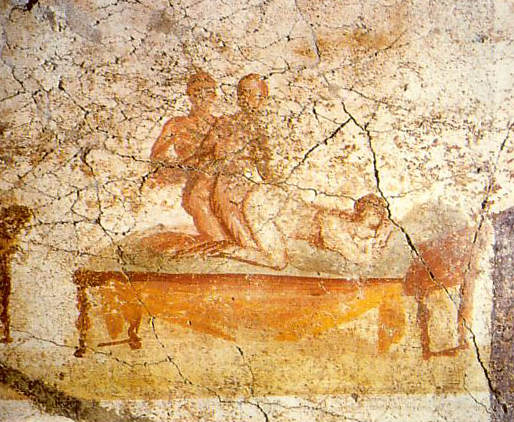
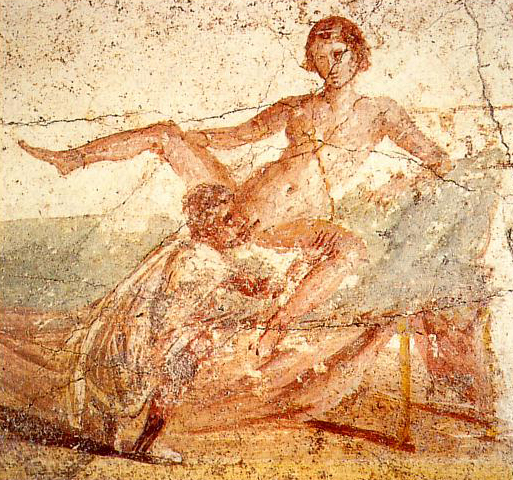
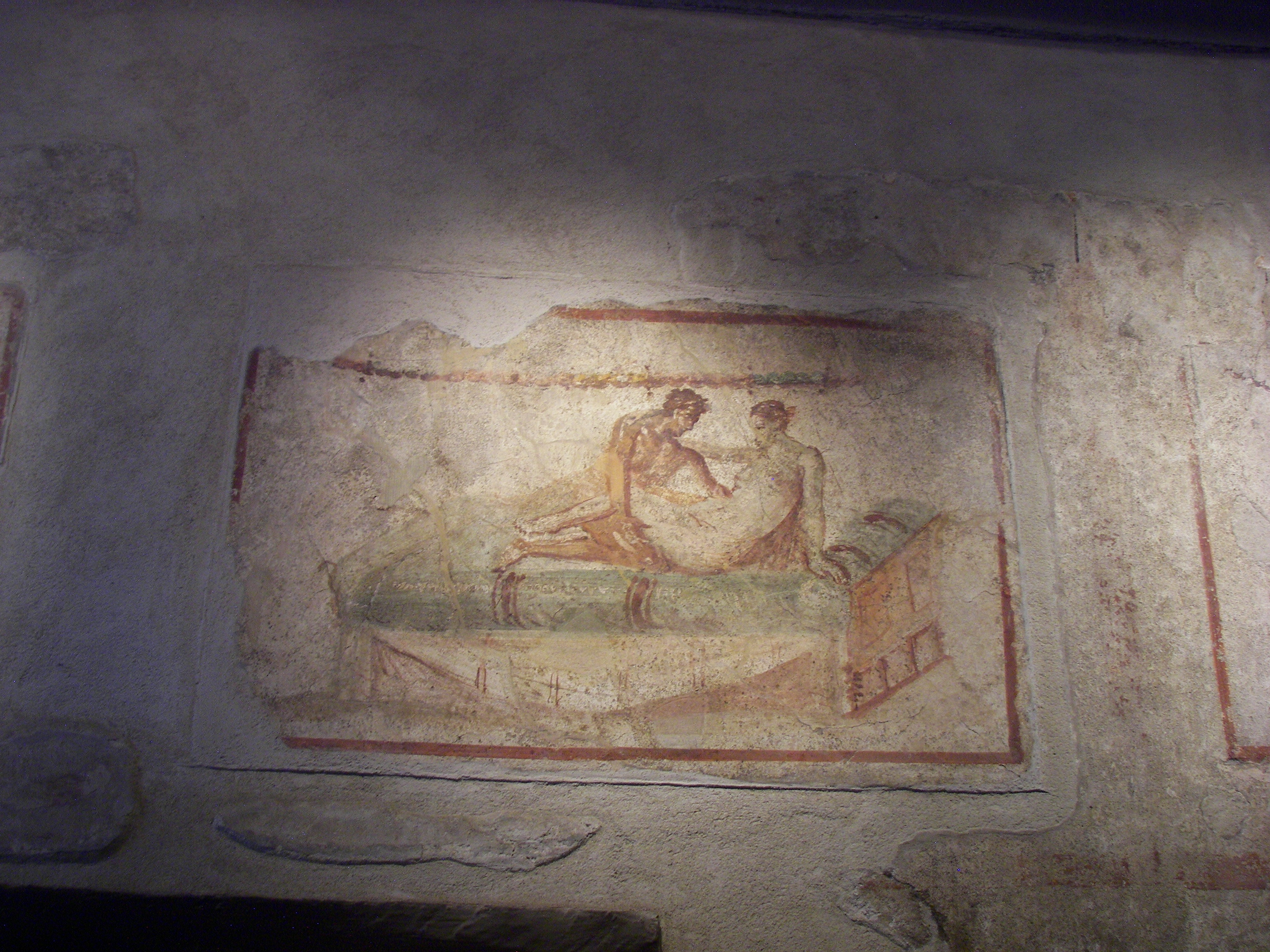
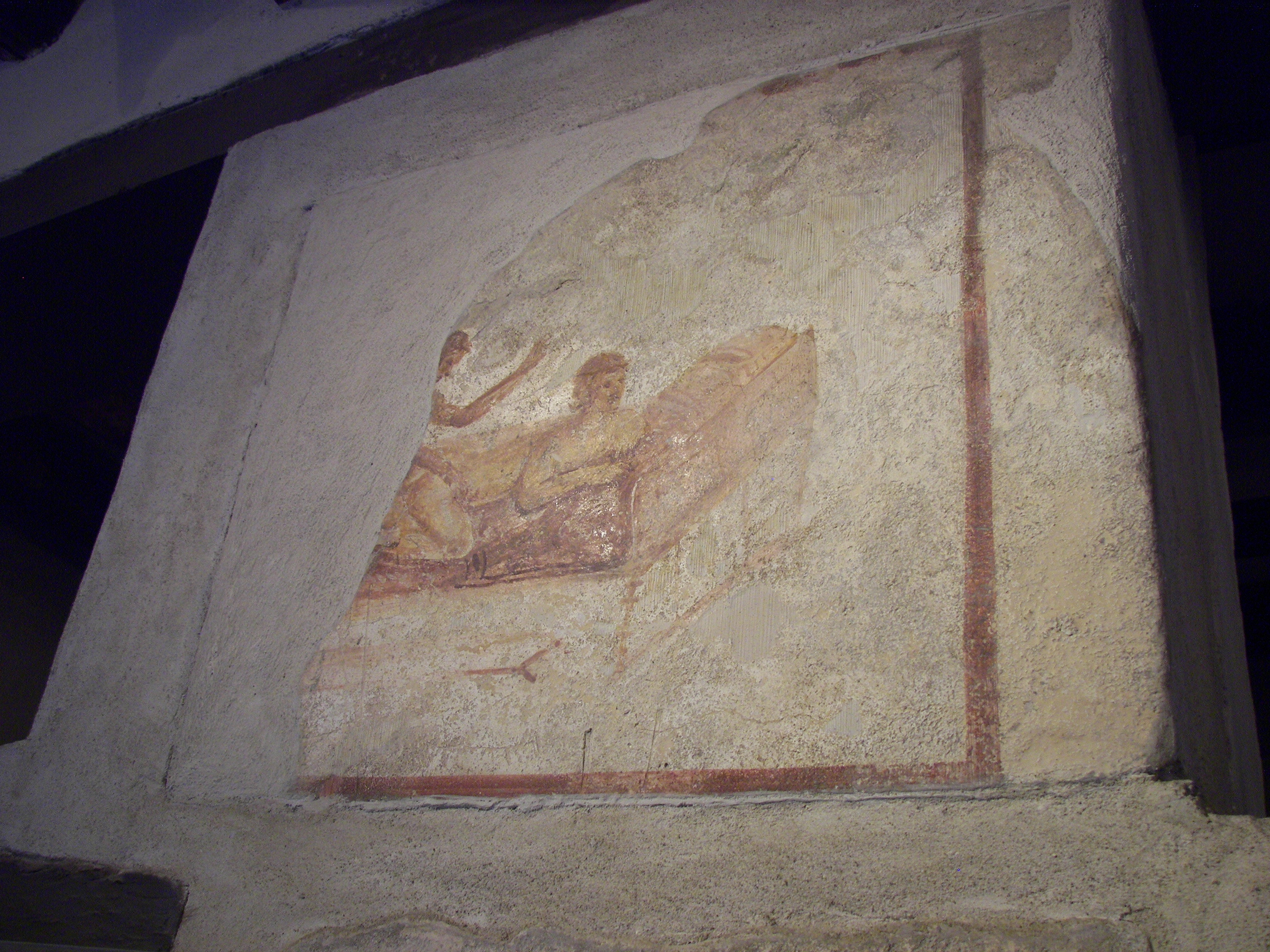